# Frank Kerper
Frank Kerper (* 13. August 1963) ist ein ehemaliger deutscher Fußballspieler. In der höchsten Spielklasse des DDR-Fußballs, der Oberliga, spielte er für die BSG Stahl Riesa und den 1. FC Lokomotive Leipzig.

## Sportliche Laufbahn

### Gemeinschafts- und Clubstationen
1980/81 erschien er als Mittelfeldspieler im Aufgebot des Nachwuchsoberligateams der BSG Stahl Riesa, der das Talent seit 1978 angehörte. Nach dem Oberligaabstieg in der Saison 1980/81 rückte Kerper in die nunmehr in der zweitklassigen Liga antretende 1. Mannschaft der Betriebssportgemeinschaft des Stahlwerks auf. Diese wurde 1981/82 Staffelsieger, aber scheiterte in der Aufstiegsrunde, in der der 18-jährige Kerper sieben der acht Partien bestritt, am Vorhaben des sofortigen Wiederaufstiegs. Im Folgejahr wiederholte die Stahl-Elf den 1. Platz in ihrer Ligarunde, konnte aber dieses Mal die Rückkehr ins Oberhaus im Kampf der Staffelgewinner sicherstellen. Mit drei Toren in acht Spielen in der Aufstiegsrunde und drei Treffern in 18 Ligatreffen leistete Kerper seinen Beitrag zu diesem Erfolg.
Ab Saisonstart 1983/84 konnte sich der 1,73 Meter große Elektriker, als Angreifer in den Kader der Sachsen einsortiert, als Erstligaspieler bezeichnen. In den folgenden fünf Oberligaspielzeiten bis zum Abstieg der Stahl-Fußballer am Ende der Spielzeit 1987/88 traf die Offensivkraft in 95 Punktspielen elfmal. In den folgenden beiden Ligajahren kämpft er mit seinen Mannschaftskameraden erfolglos um das Erreichen eines Erstligastartplatzes.
Im Sommer vor dem Mauerfall wird sein Abgang in Richtung NVA vermeldet, aber bereits ab März 1990 kann die Offensivkraft angesichts der massiven Veränderungen in der ostdeutschen Gesellschaft für die Riesaer wieder in der Ligawendesaison auflaufen. Vor der letzten eigenständigen Saison des ostdeutschen Erstligafußballs wechselt er zum 1. FC Lokomotive Leipzig. Für die Messestädter kommt er in fünf Oberligapartien zum Einsatz, aber nach dem Jahreswechsel 1990/91 läuft er in der finalen Spielzeit der zweithöchsten Spielklasse erneut für die Riesaer Stahl-Mannschaft auf.

### Auswahleinsätze
Für einen BSG-Spieler auch Mitte der 1980er-Jahre im DDR-Fußball immer noch etwas ungewöhnlich, kam er im Frühjahr 1984 zu Auswahlehren für den DFV. In der DDR-Nachwuchsauswahl wurde Kerper bei der 2:3-Auswärtsniederlage gegen die U-21 der ČSSR in einem Testspiel nach 67 Minuten für Hardy Duckert eingewechselt.

## Trivia
Sein älterer Bruder Gerd war bei der BSG Stahl Riesa ebenfalls in Oberliga und Liga aktiv.